# Patrick Sang
Patrick Sang, né le 11 avril 1964 à Kapsisyawa, est un athlète kenyan, évoluant sur 3 000 mètres steeple. Il est depuis 2001 l’entraîneur d’Eliud Kipchoge, recordman du monde du marathon.

## Palmarès

### Jeux olympiques d'été
- Jeux olympiques de 1992 à Barcelone
  -  Médaille d'argent
- Jeux olympiques de 1988 à Séoul
  - 7e

### Championnats du monde d'athlétisme
- Championnats du monde 1991 à Tokyo
  -  Médaille d'argent
- Championnats du monde 1993 à Stuttgart
  -  Médaille d'argent

### Jeux africains
- Jeux panafricains 1987 à Nairobi.

### Autres
- Finale du Grand Prix IAAF 1993
  - Médaille d'or